# Смоленская церковь (Алабузино)
Це́рковь Смоле́нской ико́ны Бо́жией Ма́тери (Смоле́нская церковь) — православный храм в селе Алабузино Бежецкого муниципального округа Тверской области.
Церковь является составной частью единого храмового комплекса, состоящий из Троицкой и Смоленской церквей, имевших общее церковное имущество и причт.
Расположена в южной части села на берегу Равленского озера.

## История
В 1808—1816 годах на месте одноимённого деревянного храма севернее Троицкой церкви была построена двухэтажная Смоленская церковь.
В 1816 году на нижнем этаже церкви были освящены Ильинский и Казанский приделы.
В 1821 году на верхнем этаже был освящён главный придел (престол). В киоте над центральной аркой был написан Спас Нерукотворный. Храм был оштукатурен, получил тёсовую кровлю и трёхглавие.
К приходу была приписана часовня Божией Матери Трёх Радостей в деревне Ляды.
В 1915 году церковь входила в состав третьего благочиннического округа Бежецкого уезда.
В результате проводимой в 1932—1937 годах советской властью политики борьбы с религиозными организациями и репрессиями против верующих, получившей в истории Церкви название «безбожной пятилетки», Смоленская церковь была закрыта и разграблена, а священники репрессированы.
В советское время в церкви на первом этаже действовал клуб, на втором этаже находилась зерносушилка.
Во время Великой Отечественной войны здание было занято под госпиталь.
По состоянию на 2020 год здание церкви нуждалось в срочных ремонтно-восстановительных работах.
В конце 2023 г. в задании был выполнен комплекс противоаварийных и консервационных работ за счет средств государственной программы, проводимой Министерством культуры Российской Федерации. Вопрос сохранения интерьеров остается открытым.

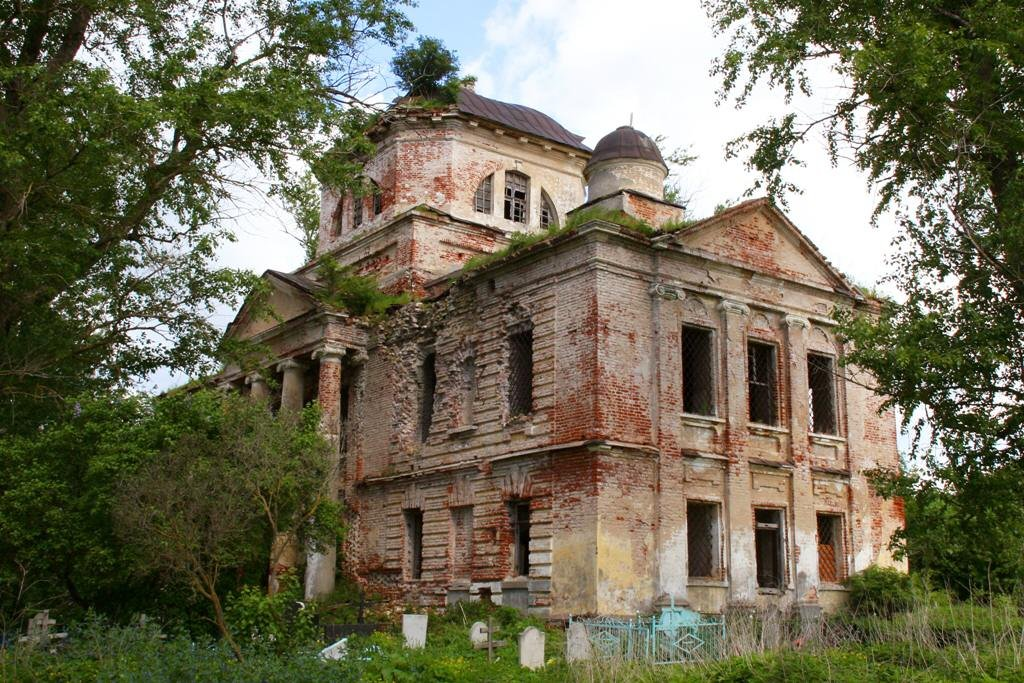
Смоленская церковь в Алабузино

## Архитектура
Все части двухэтажного здания — храм, апсида, трапезная и притвор — включены в единый прямоугольный в плане объём. Помещения в обоих этажах связаны между собой широкими арочными проёмами.
Храмовую часть венчает восьмерик с полуциркульными окнами и украшает четырёхколонный ионический портик с треугольными фронтонами. На втором этаже в портиках устроены балконы.
На второй этаж из притвора вела широкая деревянная лестница.
Алтарная часть перекрыта полулотковым сводом, трапезная — коробовым, притвор — лотковым сводом.
Боковые части, соответствующие апсиде и трапезной с притвором, выделены ризалитами, которые обработаны ленточным рустом. Над ними помещены декоративные главы в виде глухого цилиндрического барабана на квадратном постаменте.

## Живопись храма
Клеевая роспись верхней церкви (около 1821 г.) — один из лучших примеров стенописи классицизма в Тверской области. Трактовка стен торжественна и празднична, они написаны в экспрессивной манере, с хорошо проработанными фонами.
По сведениям  Всероссийского общества охраны памятников истории и культуры (ВООПИК)  росписи выполнены  артелью Михаила Тыранова.
На своде храма написана эффектная многофигурная композиция «Христос — Царь царей», редко встречающаяся в росписях этого времени в Тверской обл. Христос изображён на фоне клубящихся облаков среди слетающихся к нему ангелов в розовых и сиреневых одеяниях.
На гранях восьмерика написаны новозаветные сцены, в том числе: «Встреча Марии с Елизаветой», «Рождество Христово» и «Сретение».
Арки расписаны крупными синими кессонами с белыми розетками.
На боковых стенах живопись расположена в два яруса. В верхнем — фрагментарно сохранившиеся «Изгнание торгующих из храма» и «Отрок Иисус в храме»; в нижнем на северной стене — святые Михаил Тверской и Александр Невский.
На лотке алтаря и на боковых частях свода написана «Новозаветная Троица» в окружении ангелов и многочисленных святых, в центре сводa в орнаментальном обрамлении — благославляющий Христос на облаках.
На западной части свода с северной стороны помещена композиция «Поклонение младенцу Христу», с южной — «Вознесение».
В трапезной на своде в центре расположены «Коронование Богоматери» и «Поклонение пастырей». На западной стене — «Вход в Иерусалим».
Наиболее эффектна живопись притвора, полностью посвящённая ветхозаветным сюжетам, выполненная в тёплых красных, розовых и тёмно-охристых тонах.
На золотистом фоне свода помещены шесть композиций: «Жертвоприношение Авраама», «Гостеприимство Авраама», «Изведение воды из скалы», «Медный змий», «Херувим вкладывает в уста пророка Исайя горящий уголь», «Помазание Соломона на царствование».
Живопись на стенах притвора отличается ещё более редкими сюжетами. Это композиции: «Три отрока в пещи огненной», «Иаков получает первородство», «Иисус Навин», «Иона под древом», «Проповедь Ионы ниневийцам», «Давид перед ковчегом Завета» и «Давид, играющий на арфе».
В нижней церкви сохранились фрагменты масляной академической живописи 1881 г., обновлённые в 1893 г. бежецким художником Яковом Васильевым. Росписи выполнены по широко распространённым образцам. На своде алтаря находится ветхозаветная Троица, а также четыре композиции, в том числе «Распятие», «Несение креста», «Воскресение».
На своде трапезной изображены два ангела, несущие Казанскую икону Божией Матери, а также помещена композиция «Жертвоприношение Авраама».

## Духовенство
См. Церковь Троицы Живоначальной (Алабузино)#Духовенство